# H.C. Andersen (arkitekt)
 Der er flere personer med dette navn, se H.C. Andersen (flertydig).
Hans Carl Andersen (født 2. marts 1871 i Snave, Dreslette ved Assens, død 7. december 1941 i København) var en dansk arkitekt.
H.C. Andersen var søn af murermester og teglværksejer Anders Andersen og Mette Larsen. Han blev tømrersvend 1892, tog afgang fra Odense Tekniske Skole 1895 og gik på Kunstakademiets Arkitektskole i København (under Hans J. Holm og Ferdinand Meldahl) 1895-1902. Han var i studietiden ansat hos Andreas Clemmensen, Fritz Koch og Martin Nyrop, og han udførte opmålinger til Frederiksborgbogen 1904-06.
Han fik K.A. Larssens legat 1898, Kunstakademiets lille guldmedalje 1904 (for En Stiftskirke i en Provinsby) og Akademiets stipendium 1906. Han var på rejse i Tyskland 1898; Italien for stipendiemidlerne 1906-07; rundt i Sverige 1920; Paris 1921; Tyskland 1928 og Italien 1931. 
Han var censor ved Teknisk Skole, medlem af Københavns Borgerrepræsentation 1925 og 1927-29 for Det Radikale Venstre og medlem af dommerkommitteen i konkurrencen om Frihedsstøttens placering og omgivelser 1910. 
Andersen var medarrangør af Akademisk Arkitektforenings første udstilling i Den frie Udstillingsbygning 1910; og ved udstillingen i Forum 1929. Han var også repræsenteret på Charlottenborg Forårsudstilling 1899, 1904, 1906, 1908, 1914, 1932 og 1934.
Han blev gift med Emma Frederikke Nikoline Rosenbaum (født 6. februar 1880 i København), datter af fortepianoarbejder, handelsmand Martin R. og Hansine Christiansen. Han er begravet på Vestre Kirkegård i København.

## Værker
- Civiletatens sommerhuse ved Skælskør
- Landsbyskole til Helnæs (1908)
- Villa for baron Palle Rosenkrantz, Hambros Allé 14, Hellerup (1908)
- Blækhuset, sommerhus for Dansk Journalistforbund, Liseleje (1913)
- Typetegning til gård, statshusmandssteder og parcelhuse på landet, udført for Illustreret Familie Journal(1915-16)
- Bjælkehus for departementschef Johannes Schaarup, Rundforbi
- Villa, ligeledes for baron Rosenkrantz, Norgesmindevej 15, Hellerup (1917, ombygget)[1]
- Sommerhus for skibsreder A.P. Møller, Rågeleje
- Hovedbygning til Marienlund ved Odense for samme (1919)
- Dansk Tømrer-Forbunds Bygning, Åboulevarden, København (1939-40)

### Projekter
- Kirke i Vejle (1900, præmieret)
- Amtssygehus i Odense (1907, præmieret)
- Bebyggelsesplan i Gentofte (1911, præmieret)
- Kirke i Århus (1933, præmieret)
- Forslag om at føre Hovedbanegården i København frem til Vesterbrogade (1933-34)

### Skriftlige arbejder
- "Om Frihedsstøtten" i: Architekten, 29.1.1910
- "Arkitekturen og Pressen" i: Politiken, kronik 31.8.1910
- "Sommerhuset og Helaarsboligen" i: Villaen og Haven, 16.4.1916
- Borgerrepræsentationens Forhandlinger 1925, 1927-29